# Gerardo Bilbao
Gerardo Bilbao Bilbao (Deusto, Vizcaya, España, 9 de febrero de 1907-Caracas, Venezuela, 21 de junio de 1982) fue un futbolista español. Jugaba de delantero y su primer club fue el Arenas Club.

## Trayectoria
Gerardo debutó en Primera División de España en las filas del Arenas Club en enero de 1930, en la octava jornada ante el Real Madrid. En 1932 fichó por el Athletic Club, donde permaneció cuatro temporadas cuando dio comienzo la guerra civil española. En el club vasco disputó 81 encuentros oficiales. Posteriormente fue jugador del FC Barcelona en la temporada 1937-38, aunque no hubo ninguna competición oficial por la guerra, sí que se proclamó campeón del Campeonato de Catalunya. En julio de 1938 llegó a jugar un encuentro con la selección catalana.
Posteriormente emigró a Venezuela, tras el final del conflicto bélico, como hicieron otros futbolistas como Félix Zubizarreta. Allí llegó a jugar en las filas del Deportivo Venezuela, Loyola Sport Club, Deportivo Vasco.

## Clubes
| Club                  | País      | Año       |
| --------------------- | --------- | --------- |
| Racing Club de Ferrol | España    | 1927-1929 |
| Arenas Club           | España    | 1929-1932 |
| Athletic Club         | España    | 1932-1936 |
| FC Barcelona          | España    | 1937-1938 |
| Deportivo Venezuela   | Venezuela | 1940-1943 |
| Loyola Sport Club     | Venezuela | 1943-1945 |
| Deportivo Vasco       | Venezuela | 1945-1948 |
| Loyola Sport Club     | Venezuela | 1948-1950 |

## Palmarés
- Primera división en 1934 y 1936.
- Copa del Generalísimo en 1933.